# VVV CL002
VVV CL002 – mała i słaba gromada kulista znajdująca się w gwiazdozbiorze Wężownika. Została odkryta w 2011 roku w ramach przeglądu VISTA Variables in the Via Lactea w podczerwieni. Gromada ta jest przesłaniana przez gaz i pył centralnych okolic jądra Drogi Mlecznej.
VVV CL002 może być gromadą kulistą położoną najbliżej centrum Galaktyki – znajduje się w odległości 0,7 ± 0,9 kpc od niego.